# Xi Jinping
Xi Jinping (simplificeret kinesisk: 习近平; pinyin: Xí Jìnpíng) (født 15. juni 1953 i Beijing, Kina) er generalsekretær for Kinas kommunistiske parti, Folkerepublikken Kinas præsident, leder af Kinas centrale militærkommision og rangeret som nr. 1 i Det kinesiske kommunistpartis politbureaus stående komité, der er Kinas øverste ledelse. Han er tidligere leder af Partiskolen for det kinesiske kommunistpartis centralkomite.
Xi er søn af en tidligere kommunistleder, Xi Zhongxun, og er gift med den populære kinesiske sangerinde Peng Liyuan.

## Baggrund
Xis fars slægt stammer fra Fuping i præfekturet Weinan i provinsen Shaanxi. Xi Jinping er yngste søn af Xi Zhongxun, som var en af grundlæggerne af den kommunistiske guerillabevægelse i provinsen og som senere blev vicestatsminister i Folkerepublikken Kina.
Under kulturrevolutionen tabte Xis far alle sine politiske hverv og blev sendt i indre eksil i Henan-provinsen – han blev fabrikarbejder i Luoyang. Han blev ikke rehabiliteret før end i 1980. Xi havde ikke længere faderens beskyttende hånd over sig, og blev sendt til arbejde i landdistrikterne i 1969 i Yanchuan i Shaanxi. Xi kom med i kommunistpartiets ungdomsforbund i 1971 og han blev partisekretær i den arbejdsgruppe, han tilhørte. Da han fik lov til at slutte og rejse derfra i 1975, var han endnu bare 22 år.
Da han senere blev spurgt om sin opfattelse af den tid på det kinesiske statsfjernsyn, svarede han: "...det var emotionelt. Det var en stemning. Og da kulturrevolutionens idealer ikke kunne realiseres, blev det klart, at det hele var en illusion...".
Mellem 1975 og 1979 studeredte Xi kemiteknik ved Tsinghuauniversitetet, og tog også juridisk doktorgrad der. Xi blev også medlem af Kinas kommunistiske parti i 1979.
Der efter arbejdede han i sin fars kancelli frem til 1982.

## Politisk karriere

### Tillidsposter
Xi indehavde i de følgende år forskellige partipositioner i Fujian- og Zhejiang-provinsene. Først var han viceborgermester i Xiamen (Fujian), så blev han i 1993 medlem af Fujians provinsforvaltning og præsident for Folkekongressen i provinshovedstaden Fuzhou. Efter fem og et halvt år som stedfortrædende partisekretær i Fujian (1995–2000) blev han guvernør i Fujian og samtidig medlem af partiledelsen i naboprovinsen Zhejiang. I 2002 blev han guvernør i Zhejiang.
Xi blev indvalgt i partiets lederlag i forbindelse med en korruptionssag i partiapparatet i Shanghai, som ramte Jiang Zemins "Shanghaiklike" hårdt. Det skete i marts 2007, da Xi overtog som partichef i Shanghai efter den afsatte borgmester Chen Liangyu, som provisorisk havde fungeret som partichef der i stedet for Han Zheng.
Efter, at Xi blev valgt ind i politbureauets stående komité på partikongressen i oktober 2007, har han blandt andet haft det overordnede ansvar for de olympiske sommerlege 2008. Han besøgte også Gansu- og Shaanxi-provinserne i forbindelse med Jordskælvet i Wenchuan 2008. Han har ansvaret for sager vedrørende Hongkong og Macao.

### Kinas leder
Kombinationen af Xis ledende positioner gjorde, at han siden 2007 blev antaget at være den daværende leder Hu Jintaos fremtidige præsumptive arvtager af magten, når denne forventedes at gå på pension på partikongressen i 2012.Det slog også til. Han blev både Partiets generalsekretær og samtidig formand for Den centrale militærkommission. Den 14. marts 2013 blev han tillige Folkerepublikkens præsident, som efterfølger til Hu Jintao.
Under Xi har Kina gennemført en voldsom oprustning. Ikke mindst i Det Sydkinesiske Hav har Folkerepublikken Kina optrådt aggressivt over for sine nabolande. Landet har opbygget fremskudte baser på nogle omstridte øer tilhørende Paraceløerne og installeret et jord-til-luft-raketsystem på en af øerne. Ligeledes har man foretaget en opbygning af kunstige øer på koralrev og klippeskærog på tidligere undersøiske skær, lige som man har bygget landingsbaner og havne på stedet. Xi er også blevet kraftigt kritiseret efter at det kom frem at den muslimske befolkning i Xinjang-provinsen blev undertrykt i koncentrationslejre. 

## Privatliv
I 1987 blev Xi gift med den populære folkesangerinde Peng Liyuan, som var mere kendt end Xi inden, han blev forfremmet til partitoppen. Parret har en datter, som studerer under pseudonym ved Harvard University i USA.

## Personlighed
Xi Jinping er blevet karakteriseret som den stærkeste og mest undertrykkende leder i Kina i årtier og besat af at bevare kontrollen. Han bliver kritikløst glorificeret, som var han en anden formand Mao.
Ifølge Journalister uden grænser (RSF) er kontrollen af nyheder og information blevet skærpet betydeligt under Xis tid ved magten. I forbindelse med Xis første besøg i Frankrig kaldte RSF ham for "fjende af frihed og information".